# Jack Patera
Jack Patera, született John Arlen Patera (Bismarck, Észak-Dakota, 1933. augusztus 1. – Cle Elum, Washington, 2018. október 31.) amerikai amerikaifutball-játékos, edző.

## Pályafutása
1955 és 1957 között a Baltimore Colts, 1958–59-ben a Chicago Cardinals, 1960–61-ben a Dallas Cowboys játékosa volt.
1963 és 1967 a Los Angeles Rams, 1967–68-ban a New York Giants, 1969 és 1975 között a Minnesota Vikings, 1976 és 1982 között a Seattle Seahawks vezetőedzője volt. 1978-ban az év edzője lett az NFL-ben.

## Sikerei, díjai
Játékosként
- All-PCC második csapat (1953)
- All-PCC (1954)

Edzőként
- Az év edzője az NFL-ben (1978)